# 俊堯
俊堯（しゅんぎょう、元永元年（1118年）- 文治2年3月25日（1186年4月16日））は、平安時代末期の僧侶。第58世天台座主。源義仲の追従者で、明雲の死後に義仲に擁立されて天台座主となった人物。

## 略歴
神祇伯源顕仲の子として生まれ、俗名は源顕智といった。比叡山東塔の五智院に住み込み、大僧都の相源や清高に師事した。永万元年（1165年）当時、「弁阿闍梨」と称されていた俊尭は、弟子の悪僧のことにより暗闇に乗じて山を下り、検非違使の家に向かうという事件があった。
嘉応2年（1170年）、法印となるが、これについて九条兼実は『玉葉』のなかで「世上不レ為レ可云々、併莫レ不レ驚二耳目一」との所感を記し、寿永元年（1182年）7月に更に僧正へと昇進する際には「奇異」とまで書いている。
源義仲入京後は義仲に接近した。義仲はみずからが奉じていた北陸宮（以仁王の第一王子）を皇位につけようと俊堯に後白河法皇への取り成しを依頼した。しかし後白河法皇からは完全に無視され、高倉天皇の第四皇子尊成親王が後鳥羽天皇として即位した。しかし寿永2年（1183年）11月に義仲が後白河法皇のいる法住寺殿を襲撃し、クーデタを起こす。その際に法住寺殿に居合わせた天台座主明雲が殺害されると、義仲の意向により明雲に代わって俊堯が天台座主となった。
しかし強引な就任をした俊尭は比叡山の衆徒からは信望を得ることはできず、元暦元年（1184年）1月、義仲が敗死するとすぐさま比叡山を追われた。治山一ヶ月の天台座主だった。文治2年（1186年）3月、京都の勘解由小路京極房において入寂した。享年69。